# 永康上中里
永康上中里，是台灣南部自清治時期至日治初期的一個行政區劃，其範圍即今台南市的永康區中部。
永康上中里西邊及北邊為內武定里，東邊為廣儲東里、廣儲西里、長興上里，南邊為永康下里。
1920年地方制度改正時，新設永康庄（戰後改為鄉，即今永康區之前身），即取名自堡里名，但永康庄範圍與永康里並不相同）。同時，也連帶將埔姜頭庄更名永康，設庄役所（相當於鄉公所）迄今。

## 管轄街庄
永康上中里共轄4個庄：
- 今永康區境內：網藔庄、埔姜頭庄、蜈蜞潭庄、蔦松庄